# ジャイサルメール城
座標: 北緯26度54分46秒 東経70度54分45秒 / 北緯26.9127度 東経70.9126度

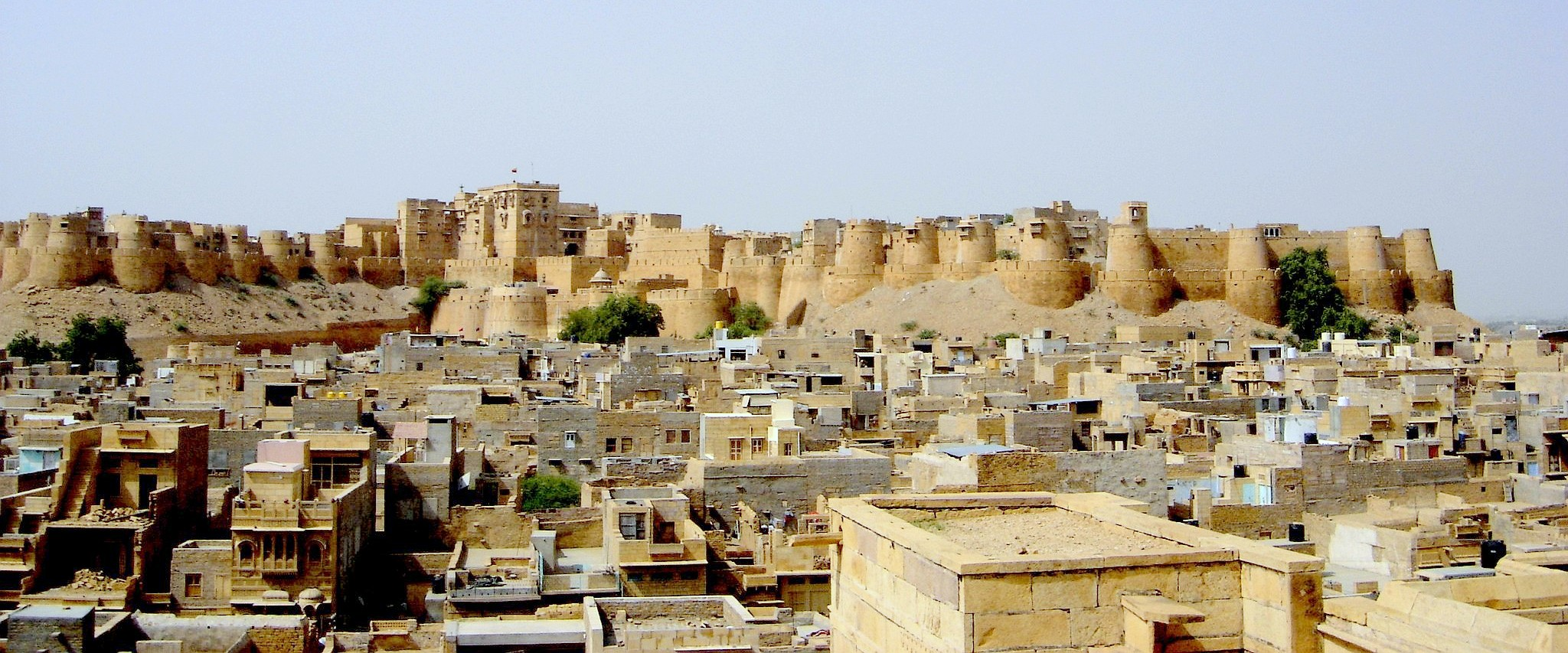
ジャイサルメール城

ジャイサルメール城（ジャイサルメールじょう、ヒンディー語：、英語：Jaisalmer Fort）は、インドのラージャスターン州、ジャイサルメール県の都市ジャイサルメールの城。

## 歴史
1156年、ジャイサルメール王国を建国したラーワル・ジャイサルが建設を始めた。
13世紀、アラー・ウッディーン・ハルジーがジャイサルメール城を占領した。
16世紀後半、ムガル帝国の皇帝アクバルと同盟を結んだが、この城は王の居城として使用された。
1818年12月12日、ジャイサルメールはイギリスと軍事保護条約を締結し、藩王国となった。
2013年、ラージャスターンの丘陵城塞群のひとつとして世界遺産リストに登録された。